# Достян, Ричи Михайловна
Ричи Михайловна Достян (2 июня 1915, Варшава — 1993, Москва) — советская писательница.

## Биография
Родилась 2 июня 1915 года в Варшаве.
До десяти лет жила с семьёй в Польше, затем вместе с родителями переехала в Тифлис (ныне Тбилиси).
Окончила Литературный институт им. Горького.
Проживала в Ленинграде и Москве.
Написала ряд повестей, в том числе «Два человека» (Ленинград, 1955), «Кинто», «Тревога».
Скончалась в Москве в 1993 году.

## Наследие. Отзывы о творчестве
Писательница Вера Панова находила в прозе Достян «следы хорошей школы: чеховской, тургеневской…». Об одной из её книг она сказала коротко: «Красивая работа».
Отрывок из повести Достян «Два человека» (условно названный «Тоска по Москве») входит в школьную программу по русскому языку за 6-й класс.